# The Man in the Moone
The Man in the Moone és una obra de Francis Godwin escrita al segle xvii i considerada un dels precedents del gènere de ciència-ficció de viatge per l'espai.

## Argument
Domingo Gonsales naufraga en una illa deserta i allà concep una màquina voladora impulsada pels ànecs de la costa. Amb ella intenta tornar a casa però els animals pugen cada cop més alt i comença un viatge per l'espai, fins que arriba a la Lluna. La Lluna és un paradís utòpic on regna el cristianisme però Gonsales vol tornar a veure els seus fills, per això s'acomiada dels lunars, els quals li donen unes pedres màgiques de regal, i comença el viatge cap a la Terra. Aterra a la Xina i és empresonat perquè el prenen per un bruixot. Després de mesos a la garjola demana audiència amb el mandarí o rei local per sol·licitar poder veure els jesuïtes missioners i confiar-los el manuscrit de les seves aventures per si mor lluny de casa.

## Anàlisi
La novel·la usa el recurs del manuscrit trobat per dotar de més versemblança a un viatge fantàstic. Igualment incorpora elements històrics (com les missions jesuïtes) i fets reals (com la ubicació de l'illa que obre la trama o el fet que el xinès sigui una llengua tonal).
Es considera que el llibre és un precedent de la ciència-ficció perquè intenta incorporar els darrers avenços en astronomia a la narració. Així, imagina que les taques de la lluna que s'han observat recentment per telescopi són promontoris enmig d'una superfície marítima. A la seva època diverses obres de ficció tracten sobre una Lluna habitada, però els seus pobladors havien de ser cristians, ja que no es podia concebre un món amb vida intel·ligent on Crist no s'hagués manifestat. Barreja elements d'utopia (en la descripció de la societat lunar) i de la novel·la d'aventures, amb els episodis i els viatges del protagonista.
The Man in the Moone va gaudir de força èxit a la seva època, amb imitadors i paròdies (com la de Cyrano de Bergerac, Histoire comiqué des Estats et empires de la Lune). Va ser recuperada per la primera ciència-ficció del segle xix, quan es van reprendre algunes de les seves troballes.